# 갓 투 빌리브
《갓 투 빌리브》(영어: Got to Believe)는 2013년부터 2014년까지 방영된 필리핀의 드라마이다.